# Résolution 1595 du Conseil de sécurité des Nations unies
Membres permanents
- Chine
- États-Unis
- France
- Royaume-Uni
- Russie

Membres non permanents
- Algérie
- Argentine
- Bénin
- Brésil
- Danemark
- Grèce
- Japon
- Philippines
- Roumanie
- Tanzanie

Résolution no 1594 Résolution no 1596
La résolution 1595 du Conseil de sécurité des Nations Unies, adoptée à l'unanimité le 7 avril 2005, après avoir rappelé son soutien à la souveraineté, à l'intégrité territoriale et à l'indépendance du Liban, a créé une commission pour assister les autorités libanaises dans leur enquête sur l'assassinat de l'ancien Premier ministre Rafiq Hariri à Beyrouth le 14 février 2005.
La résolution a établi la première enquête sur un meurtre jamais menée par les Nations Unies. 

## Résolution

### Préambule
Dans le préambule de la résolution, le Conseil de sécurité a condamné l’assassinat de l'ancien Président du Conseil des ministres libanais, Rafiq Hariri, et de 22 autres personnes, dans la capitale libanaise et les autres attentats survenus au Liban par la suite. Il a exhorté toutes les parties concernées à agir avec retenue. Une mission d’enquête avait indiqué que l’enquête libanaise sur l’incident avait peu de chance d'aboutir à une conclusion satisfaisante ou crédible en raison de graves insuffisances d'absence de moyens et de volonté d'aboutir. Le Conseil a donc décidé qu’une enquête internationale indépendante était nécessaire, sachant que les responsables de l’attaque devaient être identifiés et tenus responsables de leurs actes. Elle a remercié le gouvernement libanais d’avoir approuvé l’autorisation d’une enquête internationale.

### Dispositif
Le Conseil a créé une commission internationale pour enquêter sur l’assassinat et identifier les auteurs, appelant en outre le gouvernement libanais à veiller à ce que ses conclusions soient pleinement prises en compte.
Il a déclaré que la commission bénéficierait d'une totale liberté de mouvement, de la coopération des autorités libanaises, de la collecte de preuves supplémentaires et des installations nécessaires pour s'acquitter de ses fonctions de manière appropriée. Le Secrétaire général Kofi Annan a été chargé d’aider à la création de la commission et au recrutement de son personnel.
Tous les pays ont été appelés à coopérer avec la commission, qui a été chargée d’achever ses travaux dans un délai de trois mois, le Secrétaire général pouvant toutefois autoriser une prolongation supplémentaire de trois mois si nécessaire.

## Voir également
- Assassinat de Rafiq Hariri
- Rapport Mehlis
- Tribunal spécial pour le Liban
- Liste des résolutions du Conseil de sécurité des Nations unies sur le Liban
  - Résolution 1636 du Conseil de sécurité des Nations unies